# Anna Tumarkin
Anna Tumarkin (biał.: А́нна-Э́стер Паўлаўна Тума́ркін, hebr.: אנה-אסתר פבלובנה טומרקין, ur. 16 lutego 1875 w Dubrownie, zm. 7 sierpnia 1951 w Gümligen) – rosyjska filozofka żydowskiego pochodzenia, naturalizowana Szwajcarka. Pierwsza kobieta w Europie z prawem nadzoru i egzaminowania doktorantów i pierwsza kobieta z tytułem doktora filozofii z Uniwersytetu w Bernie.

## Życiorys
Urodziła się jako Anna-Ester Pawłowna Tumarkina w Dubrownie, w ówczesnej guberni mohylewskiej w Rosji (dzisiejsza Białoruś). Była córką bogatego żydowskiego kupca Pawła (lub Paltiela) Tumarkina i Sofii z domu Gerzenstein. Wychowała się w Kiszyniowie i tam skończyła szkołę. Jej starszy brat Lazarus Pawłowicz Tumarkin został lekarzem i założył w mieście centrum medyczne.
W wieku 17 lat rozpoczęła studia na Uniwersytecie w Bernie. Ponieważ po zamachu na cara Aleksandra II ograniczono w Rosji dostęp do szkolnictwa wyższego, w tych czasach wiele Rosjanek wyjechało na studia za granicę, w tym właśnie do Berna. Choć Tumarkin zaczęła od łączenia studiów niemieckiego, historii i filozofii, szybko zdecydowała się na ten ostatni przedmiot. Studiowała u profesora Ludwiga Steina, z którym później nawiązała przyjaźń; łączył ich status imigrantów i żydowskie korzenie.
Obroniła doktorat z wyróżnieniem w 1895 roku, po czym wyjechała na trzy lata do Berlina, by studiować u Wilhelma Diltheya i Ericha Schmidta. Za namową Diltheya wróciła do Szwajcarii i ukończyła habilitację w wieku 23 lat na Uniwersytecie w Bernie. W Niemczech nie było to możliwe: kobiety mogły zdobywać habilitację dopiero od 1918 roku.

W 1909 roku została profesorem nadzwyczajnym na Uniwersytecie w Bernie. Tym samym została pierwszą kobietą w Europie, która mogła nadzorować prace doktoranckie i habilitacje, choć odmówiono jej pełnego statusu profesora ze względu na płeć. Od 1921 roku aż do śmierci dzieliła dom z Idą Hoff – pierwszą kobietą, która obroniła doktorat z medycyny na Uniwersytecie w Bernie. W 1918 roku, gdy Kiszyniów został wcielony do Rumunii, Tumarkin została bezpaństwowcem. Zdecydowała się na naturalizację w Szwajcarii i w 1921 dostała nowe obywatelstwo. W 1927 i 1937 odwiedziła swoją rodzinę w Kiszyniowie.

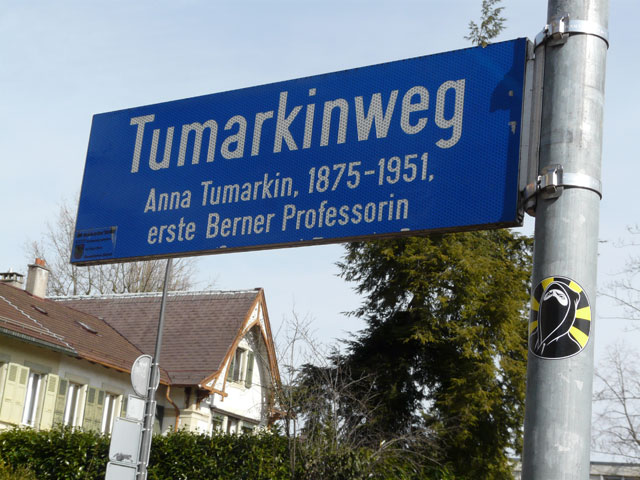
Ulica Tumarkin w Bernie

Tumarkin była aktywistką na rzecz praw kobiet i udzielała się w szwajcarskim ruchu sufrażystek. W 1928 wzięła udział w Szwajcarskiej Wystawie Pracy Kobiet (SAFFA), co później nazwała jednym ze swych najmilszych wspomnień. Publikowała także artykuły w berneńskim magazynie dla kobiet poświęcone m.in. równouprawnieniu i wykorzystywaniu pracy kobiet, ostro wypowiadając się przeciw narodowemu socjalizmowi.
W 1937 zdobyła nagrodę im. Theodora Kochera (Theodor Kocher Preis), przyznawaną przez Uniwersytet w Bernie, za swój dorobek filozoficzny. W 1943 roku zrezygnowała z prowadzenia zajęć ze względu na zły stan zdrowia. Podczas Holocaustu straciła wielu członków rodziny i przyjaciół.
Zmarła w 1951 roku, rok przed Idą Hoff. Kobiety zapisały sobie wcześniej nawzajem majątki w testamentach i zostały pochowane we wspólnym grobie. Takie rozwiązania były nierzadkie wśród ówczesnych naukowców.
W latach 1999–2000 nazwano imieniem Tumarkin ścieżkę w Bernie, która leży przy głównym gmachu uniwersytetu.

## Wybrane dzieła
- 1920: Die Romantische Weltanschauung
- 1948: Wesen und Werden der schweizerischen Philosophie[2]